# Megarthridia
Megarthridia is een geslacht van vlinders van de familie snuitmotten (Pyralidae), uit de onderfamilie Galleriinae.

## Soorten
- M. canosparealis Hampson, 1896
- M. tonkinalis Viette, 1960